# Gewoon schorsmos
Gewoon schorsmos (Hypogymnia physodes) is een korstmos uit de familie Parmeliaceae.

## Determinatie
Uiterlijke kenmerken
Gewoon schorsmos is een bladvormig korstmos met een rozetvormig of onregelmatig en diep ingesneden, heteromeer thallus met een diameter van 2–6 cm. Het thallus is aan de bovenzijde grijs of grijsgroen van kleur. Dit type zit strak op de ondergrond, maar heeft geen eigen kleefvezels aan de onderzijde. De onderkant van het thallus is zwart van binnen, bruin aan de randen. De apotheciën zijn bruin met een dunne rand in gelijke kleur als het thallus. Het thallus bevat protoccoïde algen.
Microscopische kenmerken
Een sporenzakje heeft acht sporen. De ascosporen zijn eencellig, kleurloos, ellipsvormig en hebben een afmeting van 5,5–5,8 × 4–5 μm. Pycnidiën zijn zeldzaam.

## Ecologie
Hij komt vooral voor op naald- en loofbomen met zure bast (berken, eiken, zwarte els) en ook op silicaatgesteente van het laagland tot boven de boomgrens. 

### Syntaxonomie
In de syntaxonomie staat gewoon schorsmos te boek als kensoort voor de schorsmos-klasse (Hypogymnietea).

## Verspreiding
Gewoon schorsmos is een veel voorkomende en wijdverspreide soort in boreale en gematigde bossen van het noordelijk halfrond. In Nederland is het een vrij algemene soort. Hij staat op de rode lijst in de categorie 'gevoelig'. Op bergachtige locaties vormt het vaak massavegetatie met soorten van de geslachten Pseudevernia en Platismatia. Daarentegen is het bijna volledig afwezig in regio's die intensief worden gebruikt voor de landbouw.